# 魔法壞女巫
《魔法壞女巫》（英語：Wicked，或記為）是一部2024年美國史詩歌舞奇幻電影，由朱浩偉執導，劇本改編自薇尼·霍茲曼和史蒂芬·施沃茨創作的2003年音樂劇《女巫前傳》。主演陣容包括亞莉安娜·格蘭德、辛西婭·艾利沃、喬納森·拜利、伊桑·斯萊特、杨伯文、瑪麗莎·博德、彼特·丁拉基、楊紫瓊與傑夫·高布倫。
《魔法壞女巫》2024年11月27日美國上映。電影發行後獲得評論界正面為主的評價，多數的正面評論讚揚視覺效果、背景製作、服裝設計、音樂、演員表現，娛樂價值。續集《魔法壞女巫：第二部》定於2025年11月推出。

## 演員
- 亞莉安娜·格蘭德 飾演 格琳達／葛琳達·厄普蘭[5]
- 辛西婭·艾利沃 飾演 艾法芭·索普（英语：Elphaba）[5]
- 喬納森·拜利 飾演 費耶羅·泰格拉爾[5]
- 伊桑·斯萊特（英语：Ethan Slater） 飾演 博克·伍茲曼[5]
- 楊伯文 飾演 芬尼（Pfannee）：葛琳達的好友。該角色為1995年格萊葛利·馬奎爾所著的《女巫前傳》中的角色，並未曾在任何改編音樂劇中登場[6]。
- 瑪麗莎·博德（英语：Marissa Bode） 飾演 涅莎蘿絲·索普：艾法芭的妹妹[5][6]。
- 彼特·丁拉基 聲演 迪拉蒙德博士（Doctor Dillamond）; 艾法芭在希茲大學唯一喜愛的教授，卻被算計被迫離開學校。
- 楊紫瓊 飾演 莫里貝爾夫人（英语：Madame Morrible）：希茲大學的總管[5][6]。
- 傑夫·高布倫 飾演 奧茲國大巫師[5]
- 布朗溫·詹姆斯（Bronwyn James） 飾演 心心（ShenShen）[6]
- 凱拉·西圖（英语：Keala Settle） 飾演 歌度老師（Miss Coddle）：電影原創角色[6]。
- 亞倫·張（Aaron Teoh） 飾演 阿瓦里克（Avaric）：電影原創角色，博克的朋友[6]
- 科林·邁克爾·卡邁克爾（Colin Michael Carmichael） 飾演 尼基迪博士（Professor Nikidik）：該角色將取代原著中的蒂拉蒙德博士（英语：Doctor Dillamond）[6]。

## 製作
2021年2月，宣佈該片將由朱浩偉執導。2021年8月，愛麗絲·布魯克斯確認擔任攝影師。此前，她曾與朱浩偉於2021年電影《紐約高地》合作過。2021年11月，亞莉安娜·格蘭德和辛西婭·艾利沃參演，分別飾演葛琳達和艾爾法巴。2022年9月，喬納森·拜利簽約出演費耶羅。2022年10月，傑夫·高布倫為飾演奧茲國的魔法師進入最後洽談階段。2022年12月，伊桑·斯萊特和楊紫瓊參演。

### 拍攝
主體拍攝於2022年12月在倫敦開始進行。

## 發行
《魔法壞女巫》原定2024年12月25日在美國上映，後來提前到11月27日上映。

## 迴響

### 評價
爛番茄根據391條評論，本片獲得87%的新鮮度，平均得分7.8／10，觀眾的好評度為91%，平均得分4.6／5。在Metacritic上，本片獲得73分。

### 票房
美國首週末獲得1.12億美元名列冠軍。
| 上一届： 《神鬼戰士II》 | 2024年韓國週末票房冠軍 第47週 | 下一届： 《海洋奇緣2》 |
| 上一届： 《神鬼戰士II》 | 2024年台北週末票房冠軍 第47週 | 下一届： 《海洋奇緣2》 |
| 上一届： 《紅色一號》   | 2024年美國週末票房冠軍 第47週 | 下一届： 《海洋奇緣2》 |

## 外部連結
- 官方网站
- 互联网电影数据库（IMDb）上《魔法壞女巫》的资料（英文）
- Metacritic上《魔法壞女巫》的資料（英文）
- 爛番茄上《魔法壞女巫》的資料（英文）
- Box Office Mojo上《魔法壞女巫》的資料（英文）
- AllMovie上《魔法壞女巫》的资料（英文）
- 開眼電影網上《魔法壞女巫》的資料（繁體中文）
- 豆瓣电影上《魔法壞女巫》的資料 （简体中文）